# Sympetrum nigrocreatum
Sympetrum nigrocreatum är en trollsländeart som beskrevs av Philip Powell Calvert 1920. Sympetrum nigrocreatum ingår i släktet ängstrollsländor, och familjen segeltrollsländor. IUCN kategoriserar arten globalt som livskraftig. Inga underarter finns listade i Catalogue of Life.